# Muzeum Bursztynu w Połądze
Muzeum Bursztynu w Połądze – muzeum rzemiosła w Połądze, założone w 1963, oddział Litewskiego Muzeum Sztuki w Wilnie. Placówka dokumentuje historię bursztyniarstwa na Litwie.
Muzeum mieści się w pałacu Tyszkiewiczów w Połądze. W zbiorach muzeum znajduje się m.in. kolekcja około 28 000 bursztynów, z których około 15 000 zawiera inkluzje, oraz część skarbu ze Świętej.